# Episodi di Telephone Time (seconda stagione)
La seconda stagione della serie televisiva Telephone Time è andata in onda negli Stati Uniti dal 16 settembre 1956 al 25 giugno 1957 sulla CBS e poi sulla ABC.
| nº | Titolo originale                | Prima TV USA      |
| -- | ------------------------------- | ----------------- |
| 1  | Keeley's Wonderful Machine      | 16 settembre 1956 |
| 2  | I Am Not Alone                  | 23 settembre 1956 |
| 3  | Mr. and Mrs. Browning           | 30 settembre 1956 |
| 4  | Vicksburg, 5:35 PM              | 7 ottobre 1956    |
| 5  | The Churchill Club              | 14 ottobre 1956   |
| 6  | She Sette Her Little Foote      | 21 ottobre 1956   |
| 7  | Hatfield the Rainmaker          | 28 ottobre 1956   |
| 8  | She Also Ran                    | 4 novembre 1956   |
| 9  | Knockout                        | 11 novembre 1956  |
| 10 | Chico and the Archbishop        | 18 novembre 1956  |
| 11 | Racoon Hunt                     | 25 novembre 1956  |
| 12 | Fortunatus                      | 9 dicembre 1956   |
| 13 | Scio, Ohio                      | 16 dicembre 1956  |
| 14 | The Sergeant Boyd Story         | 23 dicembre 1956  |
| 15 | The Mountain That Moved         | 30 dicembre 1956  |
| 16 | Passport to Life                | 6 gennaio 1957    |
| 17 | The Jumping Parson              | 13 gennaio 1957   |
| 18 | Parents of a Stranger           | 20 gennaio 1957   |
| 19 | The Consort                     | 27 gennaio 1957   |
| 20 | The Man Who Discovered O. Henry | 3 febbraio 1957   |
| 21 | The Greatest Man in the World   | 10 febbraio 1957  |
| 22 | The Unsinkable Molly Brown      | 24 febbraio 1957  |
| 23 | The Intruder                    | 3 marzo 1957      |
| 24 | Fight for the Title             | 17 marzo 1957     |
| 25 | Escape                          | 24 marzo 1957     |
| 26 | Castle Dangerous                | 31 marzo 1957     |
| 27 | Bullet Lou Kirn                 | 11 aprile 1957    |
| 28 | Elfego Baca                     | 18 aprile 1957    |
| 29 | Rabbi on Wheels                 | 25 aprile 1957    |
| 30 | The Diamond Peer                | 2 maggio 1957     |
| 31 | Stranded                        | 9 maggio 1957     |
| 32 | The Plot to Save a Boy          | 6 giugno 1957     |
| 33 | Line Chief                      | 11 giugno 1957    |
| 34 | Pit-a-Pit and the Dragon        | 18 giugno 1957    |
| 35 | The Koshetz Story               | 25 giugno 1957    |

## Keeley's Wonderful Machine
- Prima televisiva: 16 settembre 1956

### Trama
- Guest star: Melville Cooper (Keeley), Barry Kelley

## I Am Not Alone
- Prima televisiva: 23 settembre 1956
- Diretto da: Arnold Laven

### Trama
- Guest star: Norbert Schiller (colonnello), Peter Coe (guardia), Victor Jory (Stypulkowski), Edwin Jerome (colonnello), Ansis Tipans (guardia), Sasha Harden (Leader), Ben Niems (guardia), Adam Williams (Tichonov)

## Mr. and Mrs. Browning
- Prima televisiva: 30 settembre 1956

### Trama
- Guest star: Leora Dana (Elizabeth Barrett Browning), Scott Forbes (Robert Browning)

## Vicksburg, 5:35 PM
- Prima televisiva: 7 ottobre 1956

### Trama
- Guest star: Nick Venettoulis (Jack Palermo), Michael Raffetto (Joe Palermo), Barry Atwater (Charles Faulk), Gene Lockhart (Louis Cashman)

## The Churchill Club
- Prima televisiva: 14 ottobre 1956

### Trama
- Guest star: Martin Milner

## She Sette Her Little Foote
- Prima televisiva: 21 ottobre 1956

### Trama
- Guest star: George Chandler (Sad Ben), Chet Stratton (Jonathan Smithers), Ron Randell (capitano Richard Arley), Barbara Baxley (Betsy)

## Hatfield the Rainmaker
- Prima televisiva: 28 ottobre 1956
- Diretto da: Erle C. Kenton
- Scritto da: Donald S. Sanford

### Trama
- Guest star: John Crawford, Florenz Ames, Dan White, Howard Wendell, Katherine Warren, Don C. Harvey, Alexander Lockwood, Susan Morrow, Jack Kruschen, Russell Hicks, Byron Foulger

## She Also Ran
- Prima televisiva: 4 novembre 1956

### Trama
- Guest star: Paul Birch (presidente), Vesey O'Davoren (presidente's Aide), Susan Luckey (Laura Lockwood), Theodore Von Eltz (Henry Corfield), Laura La Plante (Belva Lockwood)

## Knockout
- Prima televisiva: 11 novembre 1956

### Trama
- Guest star: Broderick Crawford

## Chico and the Archbishop
- Prima televisiva: 18 novembre 1956
- Diretto da: Robert Florey
- Scritto da: Sims Carter, Joseph Calvelli

### Trama
- Guest star: Nacho Galindo (Carlos), Belle Mitchell (Tia Maria), Harry Bartell (padre John Salpointe), Richard Hale (prete), Sondra Rodgers (donna), Julia Montoya (indiana), Robert Anderson (Higgins), Lewis Charles (venditore ambulante), Ricky Vera (Chico)

## Racoon Hunt
- Prima televisiva: 25 novembre 1956

### Trama
- Guest star:

## Fortunatus
- Prima televisiva: 9 dicembre 1956
- Diretto da: Christian Nyby
- Scritto da: Joseph Landon

### Trama
- Guest star: Kam Tong, Booth Colman, Leon Askin (Herbert), Jan Chaney (Cecille), Georges Saurel (Jean Pellier), Irene Seidner (Grandmere Pellier), Rolfe Sedan, Ray Kellogg, Hal Gerard, Jacques Aubuchon (Jules Brulier), Jacques Sernas (Louis Pellier)

## Scio, Ohio
- Prima televisiva: 16 dicembre 1956

### Trama
- Guest star: William Pullen (Jay Spiker), Earle MacVeigh (Scott Reese), Ann Spencer (Hazel Reese), William Talman (Lew Reese)

## The Sergeant Boyd Story
- Prima televisiva: 23 dicembre 1956

### Trama
- Guest star: Patrick McVey (serg. Don H. Boyd), Mike Mazurki (soldato Novak), Grant Richards (capitano Dan Brown), Robert Easton (soldato Grover Mackey), Michael Galloway (T / serg. Eddie Smith), Bob Okazaki (Cha Hak Do), Robert Ross (soldato Webster), Al Toigo (caporale Spinoza), Frank Kirby (soldato Reed), Pat Colby (soldato DeLong), Warren Hsieh (nipote di Cha), William Talman

## The Mountain That Moved
- Prima televisiva: 30 dicembre 1956
- Diretto da: Felix Feist
- Scritto da: Jerry D. Lewis

### Trama
- Guest star: Peg Hillias (Dot Peters), Erville Alderson (Otto Taylor), Grandon Rhodes (McClellan), Russ Conway (Sloan), Tom Vize (reporter), Will J. White (dottor Johnson), Douglas Henderson (John Allen), Richard Hervey (Don Blasingame), Tom Tully (Pete Peters)

## Passport to Life
- Prima televisiva: 6 gennaio 1957
- Diretto da: George Waggner
- Scritto da: Laszlo Vadnay

### Trama
- Guest star: Narda Onyx, Leon Askin, Laszlo Vadnay, Steven Geray, Stephen Bekassy, Norbert Schiller, William Campbell

## The Jumping Parson
- Prima televisiva: 13 gennaio 1957

### Trama
- Guest star: Billy Halop (Chaplain Raymond Hall), Richard Hylton (sergente Will Grant), Barbara Dodd (Mary Hall), Morgan Jones (Pvt Babe Jeffcoat), George Dunn (Pvt George Spooner), Don Pethley (Pvt Claude Wilcox), Larry Turner (Raymond Hall Jr)

## Parents of a Stranger
- Prima televisiva: 20 gennaio 1957

### Trama
- Guest star: Peter Cookson (Paul Wallace), Jean Howell (Joan Wallace), Kathy Garver (Carol Wallace), Kathleen Mulqueen (Mrs. Smith), Debra Wayne (Linda Wallace), Diane Wayne (Linda Wallace), Jack Kruschen (camionista), Dan Riss (dottore), Alma Lawton (insegnante), Louise Treadwell (se stessa)

## The Consort
- Prima televisiva: 27 gennaio 1957
- Diretto da: Owen Crump

### Trama
- Guest star: Otto Waldis, Alan Napier, Lowell Gilmore, David Cavendish, Judi Meredith (Queen Victoria), Robert Vaughn (Prince Albert)

## The Man Who Discovered O. Henry
- Prima televisiva: 3 febbraio 1957
- Diretto da: Wilhelm Thiele
- Scritto da: John Nesbitt

### Trama
- Guest star: Morris Ankrum, Eddie Firestone, Dave Willock, Ned Wever, Harlan Warde, James Seay, William Challee, Nicky Blair, Dan Blocker, Mimi Doyle (Mrs. Porter), Robert Foulk (Orrin Henry)

## The Greatest Man in the World
- Prima televisiva: 10 febbraio 1957

### Trama
- Guest star: Pat O'Brien

## The Unsinkable Molly Brown
- Prima televisiva: 24 febbraio 1957
- Diretto da: Erle C. Kenton
- Soggetto di: John Nesbitt

### Trama
- Guest star: Barry Atwater, Theodore Von Eltz, Dallas Boyd, Herbert Anderson, Noel Drayton, Celia Lovsky, Ralph Moody, Peter Adams, Cloris Leachman (Molly Brown)

## The Intruder
- Prima televisiva: 3 marzo 1957

### Trama
- Guest star: Joel Grey (Ray), Phyllis Avery (Victoria Harrington), Michael Winkelman (Johnny Harrington), Russ Bender (sceriffo), Ron Gans (agente di polizia), Dick Crockett (agente di polizia), Joseph Hamilton (Mr. Cross)

## Fight for the Title
- Prima televisiva: 17 marzo 1957
- Diretto da: Erle C. Kenton
- Scritto da: Laszlo Vadnay

### Trama
- Guest star: George Breslin, Arlene McQuade, William Newell, William Irwin, Don Haggerty, Michael Landon (Benny Leonard)

## Escape
- Prima televisiva: 24 marzo 1957
- Diretto da: Hugo Haas

### Trama
- Guest star: Hugo Haas (se stesso)

## Castle Dangerous
- Prima televisiva: 31 marzo 1957

### Trama
- Guest star: Kay E. Kuter (Jacques), Frank Gerstle (Pierre), Russ Conway (Francois), Susan Luckey (Madeleine de Vercheres)

## Bullet Lou Kirn
- Prima televisiva: 11 aprile 1957

### Trama
- Guest star: Herbert Rudley, Harold Stone, Johnny Crawford (Chuckie LaPlante), Alan Baxter (Lou Kirn)

## Elfego Baca
- Prima televisiva: 18 aprile 1957

### Trama
- Guest star: Manuel Rojas, Strother Martin

## Rabbi on Wheels
- Prima televisiva: 25 aprile 1957
- Diretto da: Hugo Haas

### Trama
- Guest star: Charles Watts (presidente Taft), Sara Seegar (Rachel Cohen), Leonid Kinskey (Josef Demchuk), Hugo Haas (Rabbi Henry Cohen)

## The Diamond Peer
- Prima televisiva: 2 maggio 1957

### Trama
- Guest star: Tom Helmore (Wild Jack Howard), Jean Byron (Miss Morton), Richard Karlan (Friday), Lester Matthews (Supply Minister), Basil Howes (George Coe), Jack Raine (Brigadier General), Leslie Denison (constable), Marcel Rousseau (Waldek), Lomax Study (impiegato/commesso)

## Stranded
- Prima televisiva: 9 maggio 1957
- Diretto da: Allen H. Miner
- Scritto da: John T. Kelley, Herb Ellis

### Trama
- Guest star: Pamela Baird (Betty Lou), Phil Phillips (Harold), Claudia Bryar (Mrs. Quist), Tiger Fafara (Jimmy Branting), Paul Bryar (Smith), House Peters, Jr. (Arch), Edd Byrnes (Gerald), Ahna Capri (Delores), Wendy Winkelman (Mavis), Bette Davis (Beatrice Enter)

## The Plot to Save a Boy
- Prima televisiva: 6 giugno 1957

### Trama
- Guest star: Thelma Ritter (Mary Devlin), Barton MacLane (Pete Devlin), Richard Garland (ufficiale Nick Bartoli), Peter J. Votrian (Frankie Mack), Frank Wilcox (Revereand Gary), George Navarro (Mr. Estrada), Leola Wendorff (Mrs. Zapolya), Maya Van Horn (Mrs. Graaf), Gary Stewart (Jimmy Devlin), Pam Zack (Little Mary Devlin)

## Line Chief
- Prima televisiva: 11 giugno 1957

### Trama
- Guest star: Jean Byron (Miss Morton), Tom Helmore (Jack Howard), Basil Howes (George Coe), Richard Karlan (Friday)

## Pit-a-Pit and the Dragon
- Prima televisiva: 18 giugno 1957
- Diretto da: Robert B. Sinclair
- Scritto da: Milton Geiger

### Trama
- Guest star: Philip Ahn (Patriarch), Bob Okazaki (padre), Lawrence Dobkin (reverendo Walter Clapp), Norma Varden (Miss Waterman), Bart Bradley (Young PIt-a-Pit), David Waldor (Pomfret), John Wilder (Dabney), Lisa Wong (Maria), Robert Cabal (Pit-a-Pit)

## The Koshetz Story
- Prima televisiva: 25 giugno 1957
- Scritto da: Zoë Akins

### Trama
- Guest star: Nina Koshetz (se stessa)